# 利斯圣乔治
利斯圣乔治（法語：Lys-Saint-Georges，法語發音：[lis sɛ̃ ʒɔʁʒ]）是法国安德尔省的一个市镇，位于该省东南部，属于拉沙特尔区。

## 地理
利斯圣乔治（46°38'31"N, 1°49'24"E）面积12.98 平方千米，位于法国中央-卢瓦尔河谷大区安德尔省，该省份为法国中部省份，北起卢瓦-谢尔省，西北接安德尔-卢瓦尔省，西南接维埃纳省，南至克勒兹省和上维埃纳省，东临谢尔省。
与利斯圣乔治接壤的市镇（或旧市镇、城区）包括：比克西耶尔达亚克、热莱布瓦、安德尔河畔梅尔、讷维圣塞皮尔克、特朗佐。

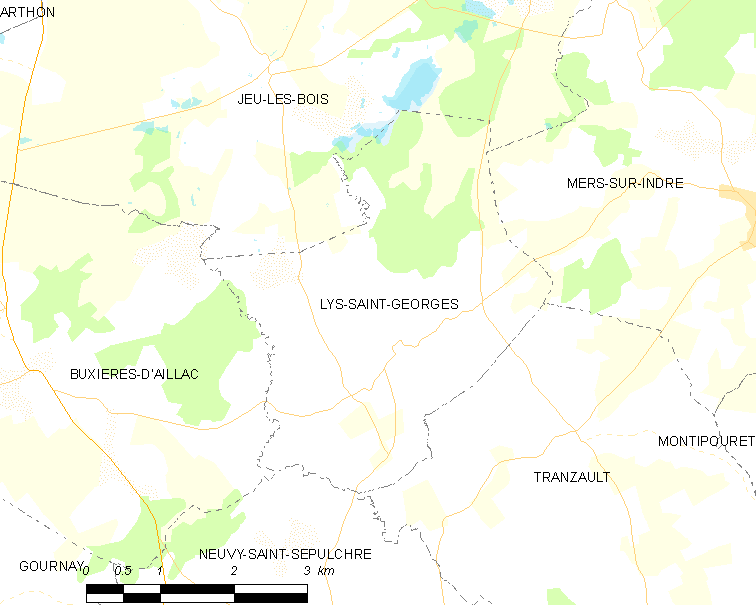
利斯圣乔治的OSM定位图

利斯圣乔治的时区为UTC+01:00、UTC+02:00（夏令时）。

## 行政
利斯圣乔治的邮政编码为36230，INSEE市镇编码为36108。

## 政治
利斯圣乔治所属的省级选区为讷维圣塞皮尔克县。

## 人口

1962-2008年间利斯圣乔治人口变化图示

利斯圣乔治于2022年1月1日时的人口数量为200人。